# Franciszek Kopernicki
Franciszek Kopernicki (ur. 1 kwietnia 1824 w Czyżówce, zm. 25 listopada 1892 w Stanisławowie) – polski żołnierz, pułkownik (1863), naczelnik wojenny województwa kaliskiego w czasie powstania styczniowego (1863–1864).

## Życiorys
Urodził się we wsi Czyżówka w pow. zwinogrodzkim na Ukrainie z ojca Stanisława (rządca) i matki Marianny z Pieńkowskich. Był bratem Walerego i Izydora. Do szkoły chodził w Złotopolu i Winnicy.
W lutym 1843 wstąpił do wojska rosyjskiego i brał udział w wojnie krymskiej. Służbę odbywał w garnizonach: w Tule i w Moskwie, skąd został przeniesiony do powiatu kaliskiego w Królestwie Polskim. W 1850 roku w Opatówku ożenił się z siostrą Agatona Gillera, członka powstańczego Rządu Narodowego – Agrypiną, córką burmistrza Opatówka. W armii rosyjskiej w czerwcu 1862 roku dosłużył się stopnia majora. Przewidując wybuch powstania podał się do dymisji we wrześniu 1862.
W styczniu 1863 z Odessy przeniósł się do Królestwa i w ostatnich dniach kwietnia oddał się do dyspozycji Wydziału Wojny Rządu Narodowego, a w maju otrzymał nominację na podpułkownika wojsk narodowych woj. kaliskiego i przydzielony w charakterze oficera do specjalnych zleceń do sztabu gen. Edmunda Taczanowskiego. W powstaniu był wojskowym naczelnikiem powiatów: piotrkowskiego, sieradzkiego i wieluńskiego. Wykonując rozkaz generała Taczanowskiego uformował na tym terenie dwa pułki ułanów. Jeden z tych pułków (422 konnych) 7 sierpnia 1863 został rozlokowany w Chociwiu. Jego dowódcą został płk Kajetan Słupski. Kopernicki brał udział w wielu bitwach, także w tragicznej bitwie dla ugrupowania jazdy gen. Taczanowskiego, stoczonej 29 sierpnia 1863 r. na polach wsi Kruszyna i Nieznanice. Po tej klęsce Taczanowski wyjechał za granicę, a płk Kopernicki usiłował zebrać rozbite oddziały powstańcze.
7 września 1863 otrzymał nominację na pułkownika i naczelnika wojennego woj. kaliskiego. Czynił próby ożywienia powstania. W tym celu planował powołanie plutonów powstańczych w oparciu o okrążki (kilka parafii). Udało mu się zmobilizować ok. 2000 ludzi i przedłużyć akcje powstańcze do wiosny 1864. 7 maja 1864 podał się do dymisji i wyjechał do Lipska, później do Szwajcarii.
W 1865 osiadł, razem z rodziną, w wydzierżawionym majątku w Mołdawii koło Batuszan. W 1869 przeniósł się do Galicji i Stanisławowa, gdzie do 1874 pracował w przedsiębiorstwie budowy dróg krajowych. Osiadł w 1875 w Krakowie, a później w Nowym Sączu. Ostatnie lata życia spędził w Stanisławowie, gdzie pełnił funkcję  dyrektora Stanisławowskiej Kasy Oszczędności, gdzie zmarł 25 listopada 1892.
Pochowany na Cmentarzu Sapieżyńskim w Stanisławowie.
Zostawił wspomnienia opracowane przez E. Halicza i E. Ratajczaka pt. „Pamiętnik powstania styczniowego. Notatnik z powstania w woj. kaliskim w r. 1863-64” wydany w Warszawie w 1959 r.